# ژان فاوار

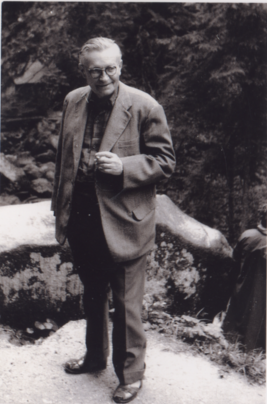
نگاره‌ای از ژان فاوار، ریاضی‌دان اهل فرانسه

ژان فاوار (به فرانسوی: Jean Favard) (زادهٔ ۲۸ اوت ۱۹۰۲ - درگذشتهٔ ۲۱ ژانویه ۱۹۶۵ در پاریس) ریاضی‌دان اهل فرانسه بود. زمینهٔ فعالیت فاوار، آنالیز ریاضی بود. او در اکول نرمال سوپریور به تحصیل ریاضیات و فیزیک آغازید و پس از رفتن به کپنهاگ در نزد هارالد بور، در پاریس مدرک دکترای ریاضیات را با رساله ای دربارهٔ توابع تقریباً متناوب دریافت کرد و پس از آن به گرنوبل رفت. در دوران جنگ به اسارت در آمد و پس از جنگ به استادی اکول پلی تکنیک رسید. او هم‌چنین، مدتی رئیس «انجمن ریاضی فرانسه» نیز بود.